# Anomalía del Europio

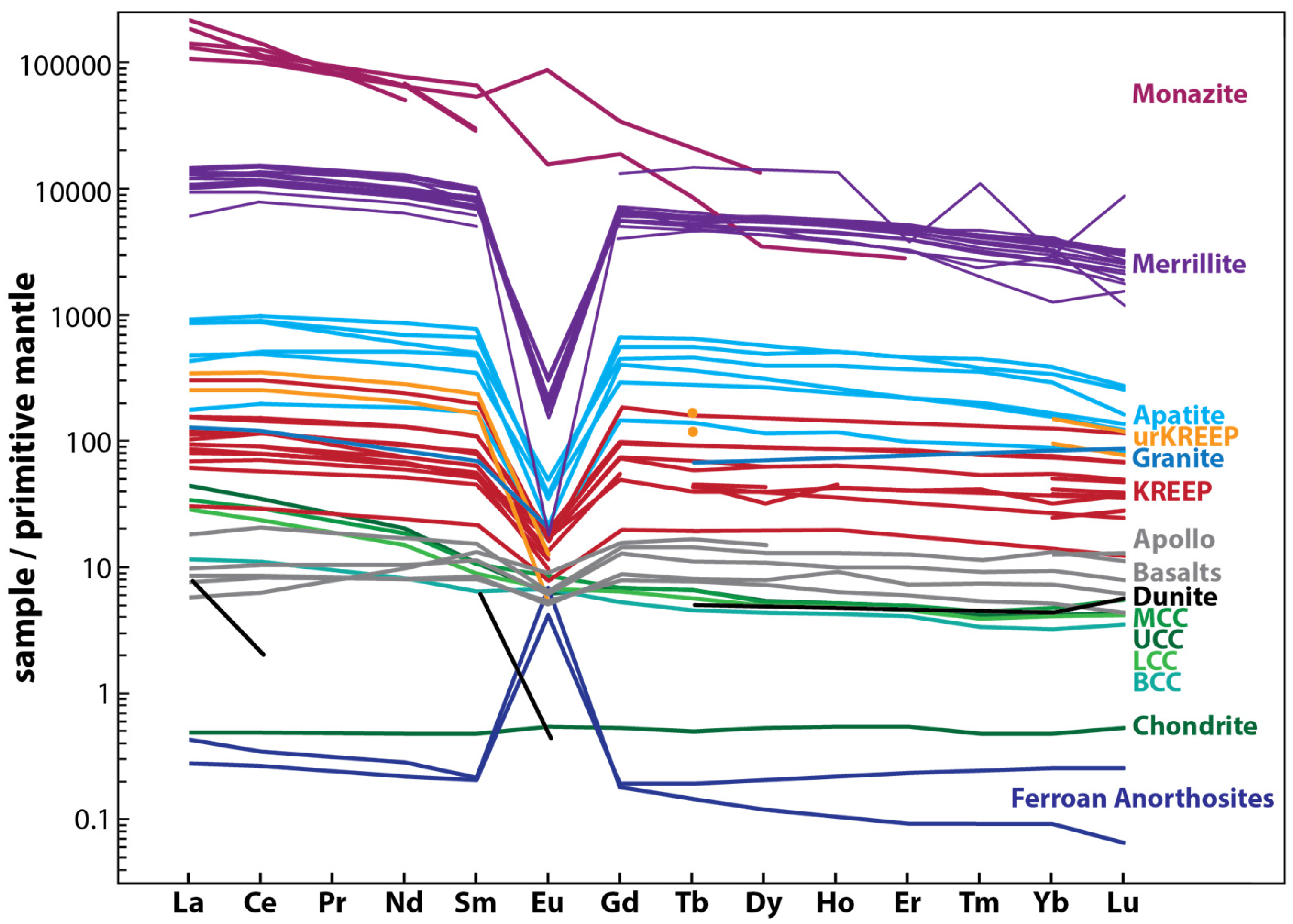
Abundancia de basaltos de elementos de tierras raras, de origen terrestre y lunar.

El fenómeno conocido como anomalía del europio ocurre cuando la concentración de europio (Eu) de un mineral se enriquece o se agota en comparación con algún estándar, con mayor frecuencia una condrita o un basalto de la dorsal oceánica (MORB). Cuando se trata de otros elementos de tierras raras (REE), se dice que una anomalía de europio es "positiva" en geoquímica si su concentración está enriquecida en comparación con la de los otros REE, y "negativa" si está empobrecida en comparación con la de las demás REE.
Si bien todos los lantánidos forman iones trivalentes (3+) relativamente grandes, el Eu y el cerio (Ce) tienen valencias adicionales, el europio forma iones 2+ y el Ce forma iones 4+, lo que lleva a diferencias de reacción química en la forma en que estos iones pueden dividirse frente a los 3+ REEs. En el caso del Eu, sus cationes divalentes reducidos (2+) son similares en tamaño y tienen la misma carga que el Ca2+, un ion que se encuentra en la plagioclasa y otros minerales. Mientras que el Eu es un elemento incompatible en su forma trivalente (Eu3+) en un magma oxidante, se incorpora preferentemente a la plagioclasa en su forma divalente (Eu2+) en un magma reductor, donde sustituye al calcio (Ca2+).
El enriquecimiento o el agotamiento generalmente se atribuye a la tendencia del europio a incorporarse a la plagioclasa preferentemente sobre otros minerales. Si un magma cristaliza plagioclasa estable, la mayor parte del Eu se incorporará a este mineral, provocando una concentración de Eu en el mineral superior a la esperada frente a otros REE en ese mineral (una anomalía positiva). El resto del magma se empobrecerá relativamente en Eu con una concentración de Eu más baja de lo esperado frente a las concentraciones de otros REE en ese magma. Si el magma empobrecido en Eu se separa de sus cristales de plagioclasa y posteriormente se solidifica, su composición química mostrará una anomalía de Eu negativa (porque el Eu está encerrado en la plagioclasa que queda en la cámara de magma). Por el contrario, si un magma acumula cristales de plagioclasa antes de la solidificación, su composición rocosa mostrará una anomalía Eu relativamente positiva.
Un ejemplo bien conocido de la anomalía Eu se ve en la Luna. Los análisis REE de las tierras altas lunares de color claro de la Luna muestran una gran anomalía Eu positiva debido a la anortosita rica en plagioclasa que comprende las tierras altas. El mar lunar más oscuro, que consiste principalmente en basalto, muestra una gran anomalía negativa de Eu. Esto ha llevado a los geólogos a especular sobre la relación genética entre las tierras altas lunares y el mar. Es posible que gran parte del Eu de la Luna se incorporara a las primeras tierras altas ricas en plagioclasas, dejando al mar basáltico posterior fuertemente empobrecido en Eu.